# Psychanisa
Psychanisa é um gênero de mariposa pertencente à família Acrolophidae.